# Rome (Contea di Bradford, Pennsylvania)
Rome  è una borough degli Stati Uniti d'America, nella contea di Bradford nello Stato della Pennsylvania. Secondo il censimento del 2000 la popolazione è di 382 abitanti.

## Società

### Evoluzione demografica
La composizione etnica vede una maggioranza di quella bianca (98,95%), seguita dai nativi americani (0,52%) dati del 2000.
| borough di Rome Popolazione |     |
| 2000                        | 382 |
| Stima al 2009               | 367 |